# Brokenteeth
Kim Minha (hangul: 김민하; Seúl, Corea del Sur, 28 de febrero de 1999), más conocido por su nombre artístico Brokenteeth (hangul: 브로큰티스), es un músico shoegaze surcoreano. Ha publicado dos álbumes:The Letters (편지) (2021) y How to Sink Slowly (추락은 천천히) (2023).

## Carrera
Brokenteeth debutó con su primer álbum, The Letters (편지), en 2021. El álbum ganó popularidad cuando se presentó en YouTube.
En febrero de 2022 lanzó su nuevo sencillo, Paradox (당신의 사랑이 늘 행복하기를). Se unió a la tripulación Digital Dawn, que incluye a Parannoul, Asian Glow, Wapddi, Della Zyr y Fin Fior. Dieron un concierto en septiembre de 2022. En diciembre de 2022, lanzó la canción Heaven Express (again), en la que también participó Della Zyr.
El 23 de febrero de 2023, lanzó su segundo álbum de estudio, How to Sink Slowly (추락은 천천히). En agosto de 2023, dio un concierto con Byul.org.

## Discografía

### Álbumes de estudio
- The Letters (편지) (2021)
- How to Sink Slowly (추락은 천천히) (2023)

### Álbumes en directo
- Broken Dental Clinic (수상한 치과) (2023)

### Sencillos
- Paradox (당신의 사랑이 늘 행복하기를) (2022)
- Spring (2022)
- Heaven Express(again) (2022)
- Once in a Green Moon (2023)